# Jacinto (Mississippi)
Jacinto statisztikai település az Amerikai Egyesült Államok Mississippi államában, Alcorn megyében. Lakosainak száma 52 fő (2020. április 1.).

## Népesség
A település népességének változása:

| 2020 | 52 |